# Junta Superior del Tesoro Artístico Nacional
La Junta Superior del Tesoro Artístico Nacional fue un órgano creado por la Ley relativa al Patrimonio Artístico Nacional de 13 de mayo de 1933. Era un órgano consultivo e informativo de la Dirección General de Bellas Artes, que era la realmente competente en cuanto «atañe a la defensa, conservación y acrecentamiento del patrimonio histórico-artístico nacional» (artículo 3 de la Ley). Por ello, los acuerdos y resoluciones de la Junta Superior del Tesoro Artístico no tenían fuerza ejecutiva sin orden del director general de Bellas Artes.
La Ley de 1933 diseñaba un sistema en el cual la Dirección General de Bellas Artes contaba con múltiples organismos consultivos. Su artículo 6 citaba hasta once (Academia de la Historia, Patronato Nacional de Turismo, Sociedad Nacional de Geografía...). La lista por otra parte quedaba abierta ya que se podía incluir a los «demás establecimientos similares de España». Pero la Junta Superior del Tesoro Artístico tenía singular relevancia. Todos los demás órganos existían ya antes de la publicación de la Ley. Sin embargo, la Junta era específicamente creada por la nueva norma «para el cumplimiento de las disposiciones de esta Ley».

## Organización
La Junta estaba compuesta por un mínimo de diecinueve personas de procedencia diversa. Los miembros de la Junta podían serlo, en primer lugar, por el puesto que ocupaban (por ejemplo, lo eran el catedrático de Numismática y Epigrafía o el de Arqueología arábiga de la Facultad de Filosofía y Letras de la Universidad Complutense). En segundo lugar, había miembros que eran elegidos por el Ministerio de Instrucción Pública, bien de las instituciones a las que representaban esas personas (por ejemplo, Museos del Prado, Arqueológico o de Artes Decorativas), bien a propuesta de la Dirección General de Bellas Artes. De este modo la composición era variada al haber miembros natos por razón de su cargo, representantes de diversas instituciones y miembros elegidos libremente por la Dirección General.
Estaba previsto que la Junta creara delegaciones «en las localidades que juzgue conveniente y donde encuentre núcleos culturales, aprovechables para la labor que le está encomendada. Se denominarán Juntas Locales del Tesoro Artístico» (artículo 9 de la Ley). Estas Juntas tomaban como base «el Patronato de un Museo o de un Monumento, un Centro de enseñanza o de una institución cultural que ofrezca garantías de competencia y actividad». Es decir, partían de una realidad preexistente en torno a la cual se organizarían.
Las Juntas Locales no eran unas meras demarcaciones territoriales para el cumplimiento de las funciones de la Junta Central. En su composición incorporaban a personalidades relevantes del mundo de la cultura del lugar que se tratase (así, integraba a Académicos correspondientes de la Historia y Bellas Artes adscritos a la comarca donde la Junta delegada radique; Catedráticos de Historia del Arte y de Arqueología de Universidad, o Catedráticos de Historia de los Institutos y Profesores de  las Escuelas de Bellas Artes y de Artes y Oficios). La idea era que, a medida que se fueran creando, estas Juntas Locales fueran sustituyendo a las Comisiones Provinciales de Monumentos. 

## Extinción
Aunque había empezado a funcionar efectivamente, la guerra civil estalló cuando la Junta estaba todavía en proceso de organización. En la misma Gaceta de Madrid en la que se fijaban los derechos que había de percibir la Junta por los objetos de arte que se autorizaran a exportar, se publicó la anulación de todos los permisos militares y la aprobación de créditos extraordinarios para financiar la actividad bélica. Era el 28 de julio de 1936. Ese mismo día se iba a reunir por primera vez la Junta del Tesoro Artístico de Madrid. La guerra civil, en definitiva, sorprendió a la nueva estructura organizativa en sus mismos inicios.
El 23 de julio, la República había creado la Junta de Incautación y Protección del Patrimonio Artístico, inicialmente con un ámbito de actuación limitado a los palacios. Pero ese ámbito se extendería, abarcando toda la materia artística. Parece lógico que se creara este nuevo organismo, ya que la filosofía asesora y la estructura participativa de la Junta del Tesoro no encajaban en una situación de guerra. En este contexto lo necesario suelen ser medidas de protección ejecutivas e inmediatas. La Junta de Incautación y Protección del Patrimonio Artístico pasó a depender de la Superior del Tesoro a partir de abril de 1937. Durante el conflicto bélico la Junta Superior del Tesoro Artístico Nacional fue cambiando su dependencia orgánica, hasta que fue disuelta en marzo de 1939.
La actividad más destacada durante la existencia de la Junta Superior del Tesoro Artístico fue el traslado de obras de arte durante la guerra civil y, en especial, el traslado de obras del Museo del Prado. Estos traslados tuvieron lugar durante la presidencia de Timoteo Pérez Rubio.